# Unitat perifèrica de Ioànnina
La unitat perifèrica de Ioànnina (en grec: Nομός Ιωαννίνων) és una de les unitats perifèriques de Grècia. Es troba a la regió de l'Epir, i la capital és Ioànnina. Correspon a l'antiga prefectura de Ioànnina.